# Philippe van Artevelde
Philippe van Artevelde, né en 1340, tué à la bataille de Roosebeke le 27 novembre 1382, est capitaine de Gand en 1381-1382 et gouverneur de Flandre en 1382.

## Biographie
Plus jeune fils de Jacob van Artevelde, il est le filleul de Philippa de Hainaut, épouse d'Édouard III d'Angleterre, qui le tient sur les fonts baptismaux dans l'église de Saint-Jean de Gand. Grâce au nom de son père et à la mémoire de sa marraine, Philippe van Artevelde est élu en décembre 1381, deux ans après le début de la rébellion des bourgeois contre le comte Louis II de Flandre, commissaire des confiscations de Gand, puis le 24 janvier 1382 souverain capitaine de Gand, grâce à l'intervention de Pieter van den Bossche, échevin de Gand, capitaine des Chaperons Blancs, et avec le soutien de la guilde des tisserands.
À la tête d'une armée de 5 000 Gantois, il bat les 40 000 chevaliers du comte de Flandre devant Bruges le 3 mai 1382 à la bataille de la plaine de Beverhout. Cette victoire lui permet de s'emparer de Bruges ; les autres villes de Flandre se soumettent alors aux Gantois. En revanche, la garnison d'Audenarde demeure fidèle au comte. Aussi, Philippe van Artevelde, autoproclamé « regart » (gouverneur) de Flandre, met le siège le 9 juin.
Quittant le siège avec des forces évaluées à 40 000 hommes pour se porter à la rencontre de l'armée du roi Charles VI de France, qui a réussi à traverser la Lys à Comines (voir Passage de Comines) et obtenu la soumission de plusieurs villes flamandes, il rejoint le village de West-Rozebeke.
C'est là qu'a lieu, le 27 novembre 1382, la bataille de Roosebeke, où les milices bourgeoises flamandes subissent une cuisante défaite, perdant environ 26 000 hommes. Au cours de cette bataille, Philippe van Artevelde trouve la mort, étouffé sous le poids de ses compagnons abattus par la poussée d'un monceau de corps. Retrouvé après la bataille, son corps est présenté à Charles VI et aux seigneurs français, avant d'être pendu à un arbre.
Après sa mort, le commandement des Gantois passe à François Ackerman.